# Campeonato de Austria de Ciclismo Contrarreloj
Los Campeonatos de Austria de Ciclismo Contrarreloj se organizan anual e ininterrumpidamente desde el año 1996 para determinar el campeón ciclista de Austria de cada año, en la modalidad. 
El título se otorga al vencedor de una única carrera, en la modalidad de Contrarreloj individual. El vencedor obtiene el derecho a portar un maillot con los colores de la Bandera de Austria hasta el campeonato del año siguiente, solamente cuando disputa pruebas Contrarreloj.
Georg Totschnig es el ciclista con un mayor número de victorias, cuatro. En categoría femenina, dominan Doris Posch, con cinco triunfos, y Christiane Soeder, con cuatro.

## Palmarés

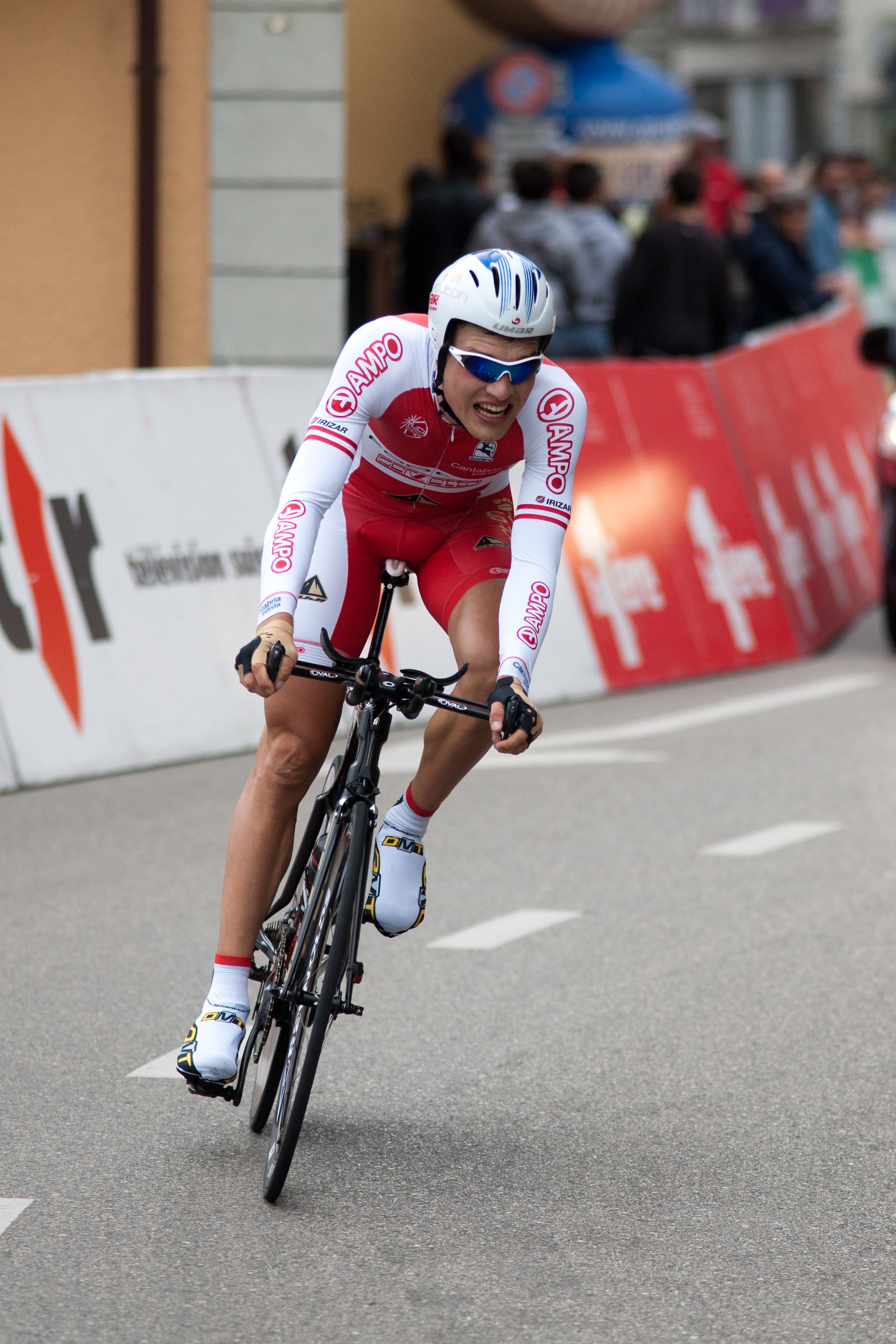
Matthias Brandle seis veces campeón de Austria.

Masculino
| Año  | Ganador                         | Segundo                | Tercero                |
| 1996 | Georg Totschnig                 | -                      | -                      |
| 1997 | Georg Totschnig                 | Bernhard Gugganig      | Dietmar Müller         |
| 1998 | Peter Luttenberger              | Roland Garber          | Florian Wiesinger      |
| 1999 | Florian Wiesinger               | René Haselbacher       | Josef Lontscharitsch   |
| 2000 | René Haselbacher                | Josef Lontscharitsch   | Bernhard Gugganig      |
| 2001 | Georg Totschnig                 | Peter Luttenberger     | Friedrich Berein       |
| 2002 | Georg Totschnig                 | Hannes Hempel          | Mathias Buxhofer       |
| 2003 | Andrews Bradley                 | Martin Angerer         | Martin Moser           |
| 2004 | Georg Totschnig                 | Peter Luttenberger     | Hans-Peter Obwaller    |
| 2005 | Hans-Peter Obwaller             | Martin Moser           | Patrick Riedesser      |
| 2006 | Peter Luttenberger              | Thomas Rohregger       | Mario Lexmüller        |
| 2007 | Rupert Probst                   | Hans-Peter Obwaller    | Christian Pfannberger  |
| 2008 | Stefan Denifl                   | Josef Benetseder       | Matthias Brändle       |
| 2009 | Matthias Brändle                | Andreas Graf           | Michael Pichler        |
| 2010 | No se organizó                  |                        |                        |
| 2011 | Andreas Hofer                   | Andreas Graf           | Josef Benetseder       |
| 2012 | Riccardo Zoidl                  | Andreas Graf           | Andreas Hofer          |
| 2013 | Matthias Brändle                | Andreas Graf           | Andreas Hofer          |
| 2014 | Matthias Brändle                | Gregor Mühlberger      | Andreas Hofer          |
| 2015 | Georg Preidler                  | Riccardo Zoidl         | Andreas Graf           |
| 2016 | Matthias Brändle                | Clemens Fankhauser     | Riccardo Zoidl         |
| 2017 | Georg Preidler                  | Matthias Brändle       | Lukas Pöstlberger      |
| 2018 | Georg Preidler Matthias Brändle | Felix Großschartner    | Lukas Pöstlberger      |
| 2019 | Matthias Brändle                | Johannes Hirschbichler | Patrick Konrad         |
| 2020 | Matthias Brändle                | Patrick Gamper         | Felix Ritzinger        |
| 2021 | Matthias Brändle                | Felix Ritzinger        | Markus Wildauer        |
| 2022 | Felix Großschartner             | Rainer Kepplinger      | Matthias Brändle       |
| 2023 | Patrick Gamper                  | Felix Ritzinger        | Moran Vermeulen        |
| 2024 | Felix Großschartner             | Patrick Gamper         | Johannes Hirschbichler |
| 2025 | Felix Großschartner             | Patrick Gamper         | Ognjen Ilić            |

Femenino
| Año  | Ganador                 | Segundo                 | Tercero                 |
| 1995 | Doris Posch             | Tanja Klein             | Brigitte Krebs          |
| 1996 | Tanja Klein             | Brigitte Krebs          | Doris Posch             |
| 1997 | Brigitte Krebs          |                         |                         |
| 1998 | Brigitte Krebs          | Michaela Brunngraber    | Doris Posch             |
| 1999 | Birgit Winter           | Michaela Brunngraber    | Doris Posch             |
| 2000 | Doris Posch             | Isabella Wieser         | Michaela Brunngraber    |
| 2001 | Doris Posch             | Andrea Purner-Koschier  | Isabella Wieser         |
| 2002 | Doris Posch             | Brigitte Krebs          | Isabella Wieser         |
| 2003 | Doris Posch             | Christiana Haas         | Bernadette Schober      |
| 2004 | Christiane Soeder       | Doris Posch             | Bärbel Jungmeier        |
| 2005 | Christiane Soeder       | Andrea Graus            | Bernadette Schober      |
| 2006 | Christiane Soeder       | Andrea Graus            | Monika Schachl          |
| 2007 | Christiane Soeder       | Andrea Graus            | Monika Schachl          |
| 2008 | Monika Schachl          | Daniela Pintarelli      | Jacqueline Hahn         |
| 2009 | Christiane Soeder       | Daniela Pintarelli      | Bettina Tesar           |
| 2010 | Christiane Soeder       | Jacqueline Hahn         | Karin Pekovits          |
| 2011 | Doris Posch             | Claudia Pfisterer       | Karin Pekovits          |
| 2012 | Christiane Soeder       | Martina Ritter          | Jacqueline Hahn         |
| 2013 | Martina Ritter          | Adelheid Schütz         | Andrea Graus            |
| 2014 | Martina Ritter          | Jacqueline Hahn         | Barbara Mayer           |
| 2015 | Martina Ritter          | Jacqueline Hahn         | Manuela Hartl           |
| 2016 | Martina Ritter          | Anna Kiesenhofer        | Manuela Hartl           |
| 2017 | Martina Ritter          | Manuela Hartl           | Astrid Magnet           |
| 2018 | Martina Ritter          | Barbara Mayer           | Sylvia Gehnböck         |
| 2019 | Anna Kiesenhofer        | Manuela Hartl           | Sarah Rijkes            |
| 2020 | Anna Kiesenhofer        | Astrid Lamprecht        | Manuela Hartl           |
| 2021 | Anna Kiesenhofer        | Gabriela Erharter       | Christina Schweinberger |
| 2022 | Christina Schweinberger | Anna Kiesenhofer        | Gabriela Thanner        |
| 2023 | Anna Kiesenhofer        | Christina Schweinberger | Anna Kofler             |
| 2024 | Anna Kiesenhofer        | Christina Schweinberger | Anna Kofler             |
| 2025 | Christina Schweinberger | Anna Kiesenhofer        | Caria Schrempf          |